# Gavia paradoxa
Gavia paradoxa je prapovijesna vrsta ptice iz reda plijenora. Živjela je u kasnom miocenu. Nađena je na mjestu Čebotarevka u Ukrajini.